# Hüseyin İnan
 (avril 2014).
Si vous disposez d'ouvrages ou d'articles de référence ou si vous connaissez des sites web de qualité traitant du thème abordé ici, merci de compléter l'article en donnant les références utiles à sa vérifiabilité et en les liant à la section « Notes et références ».
Hÿseyin İnan, né en 1949 à Bozhüyük (tr), Gürün (Sivas), et mort pendu le 6 mai 1972 au centre pénitentiaire d'Ankara (Turquie), est un révolutionnaire marxiste-léniniste et l'un des fondateurs de l'Armée de libération du peuple de Turquie (THKO).

## Biographie

### Jeunesse
Il va à l'école primaire et au collège à Pınarbaşı, puis au lycée à Kayseri.
En 1966, il s'inscrit à l'université technique du Moyen-Orient (ÖDTÜ), et participe au groupe de pensée socialiste (Sosyalist Fikir Kulubü). Durant cette période, il devient membre de l'union révolutionnaire de la jeunesse et du parti des travailleurs de Turquie (Türkiye İşçi Partisi - TIP). Il fut l'un des organisateurs de l'action anti-impérialiste contre la Sixième flotte des États-Unis, qui débuta en juin 1967. Durant l'année scolaire 1966-1967, il organise avec ses camarades, notamment Yusuf Aslan, l'occupation de l'université technique du Moyen-Orient et le boycott des cours.
En 1968, Hüseyin İnan quitte le parti des travailleurs de Turquie pour des raisons idéologiques. Il estime que la lutte anti-impérialiste ne sera bénéfique que grâce à une organisation secrète, qui fonctionnera sur le modèle de la guérilla. À partir de cette idée, il forme à Ankara avec Yusuf Aslan, Sinan Cemgil, Alpaslan Özdoğan (tr), Deniz Gezmiş et Cihan Alptekin (tr), un groupuscule de jeunes principalement issus de l'université technique du Moyen-Orient. Ce groupe deviendra plus tard l'Armée de libération du peuple de Turquie (THKO).
La même année, Hüseyin İnan et ses camarades sont expulsés de l'université mais ils continuent à résider dans les chambres 201-202 de l'internat.

### Voyage au Moyen-Orient et première arrestation
Le 14 novembre 1969, il part en Jordanie avec les membres du noyau du groupe pour recevoir une formation à la guérilla dans les camps de l'Organisation de libération de la Palestine et principalement du Fatah. Après leur formation, ils participent à des actions et à des opérations comme des descentes dans des postes de polices israéliens.
Après leur formation d'une vingtaine de jours dans les camps du Fatah, Hüseyin İnan et ses quinze camarades rentrent à Diyarbakir (Turquie), le dimanche 1er février 1970. Leur arrivée s'est faite discrètement en passant la frontière turco-syrienne. Une partie du groupe prit la direction de Diyarbakir. Hüseyin İnan, Alpaslan Özdoğan (tr) et Mustafa Yalçıner (tr) enterrèrent les armes ramenées avec eux sous les remparts de Diyarbakir. Ils s'étaient mis d'accord avec les autres pour se rejoindre devant la faculté de médecine de Diyarbakir, mais à leur arrivée, la police avait déjà perquisitionné la faculté et était toujours présente. Hüseyin İnan, Alpaslan Özdoğan (tr) et Mustafa Yalçıner (tr) décidèrent d'aller en direction d'Adana, et pour cela ils prirent un car à la sortie de la ville. Hüseyin et Alpaslan étaient assis l'un à côté de l'autre tandis que Mustafa était assis tout seul. Aux alentours de Gaziantep, la gendarmerie arrêta le car et après contrôle arrêta Hüseyin et Alpaslan. Mustafa eut beaucoup de chance : il ne fut pas arrêté car il était assis tout seul, alors que les gendarmes embarquèrent ses deux camarades, Hüseyin et Alpaslan.
Mustafa Yalçıner (tr) après être arrivé à Adana, partit à Ankara. Parmi les autres qui était revenus de Jordanie, Müfit Özdeş, Teoman Ermete et Atilla Keskin furent arrêtés à la gare de Malatya. Finalement, Hüseyin İnan, Atilla Keskin, Teoman Ermete, Müfit Özdeş, Ercan Enç, Alpaslan Özüdoğru, Hamit Yakup, Ahmet Tuncer Sümer, Kadir Manga (tr), Ali Tenk, Bahtiyar Emanet furent arrêtés et placés en détention à la prison de Diyarbakir. Ils étaient accusés d'avoir reçu une formation de guérilla par le tribunal, mais à la suite d'un rapport du ministère qui classait le Fatah non pas comme une organisation socialiste mais une « organisation nationaliste arabe », ils furent tous relâchés.

### Deuxième arrestation et pendaison
Après son arrestation et son retour à Ankara, l'idée d'une guérilla devenait de plus en plus limpide pour Hüseyin İnan. Le groupuscule d'Ankara qui partageait des idées et des projets en commun avec le groupe d'Istanbul mené par Deniz Gezmiş se réunit pour fonder l'Armée de libération du peuple de Turquie (THKO).
Hüseyin İnan était connu comme le théoricien du THKO, et cela lui valut un rôle de dirigeant. Il ne faisait pas que théoriser, et participer aux différentes actions du THKO. En effet, il participa le 29 janvier 1970 à la fusillade du commissariat de police de Kavaklıdere, après que quatre jeunes de DEV-GENC furent tués. Hüseyin participa aussi au braquage d'une banque, à l'attaque d'une base américaine et à l'enlèvement de soldats américains.
Le 23 mars 1971, Hüseyin fut arrêté après une embuscade à Pınarbaşı (Kayseri) avec un autre militant du THKO, Mehmet Nakipoğlu.
Hüseyin İnan, Deniz Gezmiş et Yusuf Aslan furent condamnés à la pendaison par le tribunal militaire le 9 novembre 1971. Malgré d'innombrables tentatives d'annulation de cette décision par ses camarades et des citoyens turcs via les journaux et le parlement, Hüseyin, Deniz et Yusuf furent pendus le 6 mai 1972 au pénitencier d'Ankara. Les dernières paroles de Hüseyin İnan ont été « Je me suis battu seulement pour le bonheur et l'indépendance de mon peuple, et sans chercher à y gagner un intérêt personnel. Jusqu'à maintenant j'ai porté ce drapeau avec fierté. À partir de maintenant, je confie ce drapeau au peuple turc. Vive les travailleurs, et les paysans. Vive les révolutionnaires. À bas le fascisme. »
Il est enterré dans le même cimetière que ses deux camarades, à Karşıyaka (Ankara).